# Perša Liha 2004-2005
La Perša Liha 2004-2005 è stata la 14ª edizione della seconda serie del campionato ucraino di calcio. La stagione è iniziata il 17 luglio 2004 ed è terminata il 20 giugno 2005.

## Stagione

### Novità
Al termine della passata stagione, sono salite in Vyšča Liha Zakarpattja e Metalist. Sono retrocesse in Druha Liha Karpaty-2, Boreks-Borysfen Borodjanka e Polіssja Žytomyr. Sono salite dalla Druha Liha Dinamo-IhroServis Sinferopol, Hazovyk-Skala Stryi e Stal' Dniprodzeržyns'k.
Dalla Vyšča Liha 2003-2004 sono retrocessi Karpaty e Zirka.
Complice lo scioglimento societario dello Zirka e del Boreks-Borysfen Borodjanka, oltre all'impossibilità del Karpaty-2 di poter essere ripescato (la società madre, il Karpaty, è retrocessa in Perša Liha), il Polissya Zhytomyr è stato riammesso al campionato.
Prima dell'inizio del campionato il Krasyliv-Obolon' si è fuso col Podillja, formazione militante nelle leghe inferiori, assumendo la denominazione di quest'ultima. Il Nafkom-Akademija Irpin ha cambiato denominazione in Nafkom Brovary.

### Formula
Le diciotto squadre si affrontano due volte, per un totale di trentaquattro giornate. Le prime due classificate vengono promosse in Vyšča Liha.
Le ultime tre classificate retrocedono in Druha Liha.

## Classifica finale
|  | Pos. | Squadra                       | Pt | G  | V  | N  | P  | GF | GS | DR  |
|  | ---- | ----------------------------- | -- | -- | -- | -- | -- | -- | -- | --- |
|  | 1.   | Stal' Alčevs'k                | 77 | 34 | 22 | 11 | 1  | 60 | 24 | +36 |
|  | 2.   | Arsenal Charkiv               | 73 | 34 | 23 | 4  | 7  | 47 | 24 | +23 |
|  | 3.   | Zorja                         | 66 | 34 | 19 | 9  | 6  | 54 | 21 | +33 |
|  | 4.   | Dinamo-2 Kiev                 | 54 | 34 | 16 | 6  | 12 | 48 | 33 | +15 |
|  | 5.   | Nyva Vinnycja                 | 53 | 34 | 15 | 8  | 11 | 49 | 38 | +11 |
|  | 6.   | Karpaty                       | 52 | 34 | 15 | 7  | 12 | 39 | 35 | +4  |
|  | 7.   | CSKA Kiev                     | 51 | 34 | 15 | 6  | 13 | 28 | 38 | -10 |
|  | 8.   | Spartak Ivano-Frankivs'k      | 50 | 34 | 15 | 5  | 14 | 34 | 33 | +1  |
|  | 9.   | Stal' Dniprodzeržyns'k        | 49 | 34 | 14 | 7  | 13 | 42 | 47 | -5  |
|  | 10.  | Naftovyk-Ukrnafta             | 49 | 34 | 13 | 10 | 11 | 37 | 26 | +11 |
|  | 11.  | Šachtar-2                     | 44 | 34 | 13 | 5  | 16 | 45 | 53 | -8  |
|  | 12.  | Hazovyk-Skala Stryj           | 43 | 34 | 12 | 7  | 15 | 34 | 39 | -5  |
|  | 13.  | Podillja                      | 43 | 34 | 12 | 7  | 15 | 45 | 54 | -9  |
|  | 14.  | Dinamo-IhroServis Sinferopoli | 41 | 34 | 12 | 5  | 17 | 38 | 57 | -19 |
|  | 15.  | Spartak Sumy                  | 39 | 34 | 9  | 12 | 13 | 34 | 41 | -17 |
|  | 16.  | Nafkom Brovary                | 37 | 34 | 9  | 10 | 15 | 26 | 38 | -12 |
|  | 16.  | Mykolaïv                      | 31 | 34 | 8  | 7  | 19 | 15 | 40 | -25 |
|  | 18.  | Polіssja Žytomyr              | 2  | 34 | 0  | 2  | 32 | 5  | 39 | -34 |

Legenda:
      Promossa in Vyšča Liha 2005-2006
      Retrocessa in Druha Liha 2005-2006
      Esclusa a campionato in corso.
Note:
Tre punti a vittoria, uno a pareggio, zero a sconfitta.